# Euphorbia hiernii
Euphorbia hiernii är en törelväxtart som först beskrevs av Léon Camille Marius Croizat, och fick sitt nu gällande namn av Robertus Cornelis Hilarius Maria Oudejans. Euphorbia hiernii ingår i släktet törlar, och familjen törelväxter.
Artens utbredningsområde är Angola. Inga underarter finns listade i Catalogue of Life.